# Nuchequula nuchalis
Nuchequula nuchalis är en fiskart som först beskrevs av Temminck och Schlegel, 1845.  Nuchequula nuchalis ingår i släktet Nuchequula och familjen Leiognathidae. Inga underarter finns listade i Catalogue of Life.